# 雙城街夜市

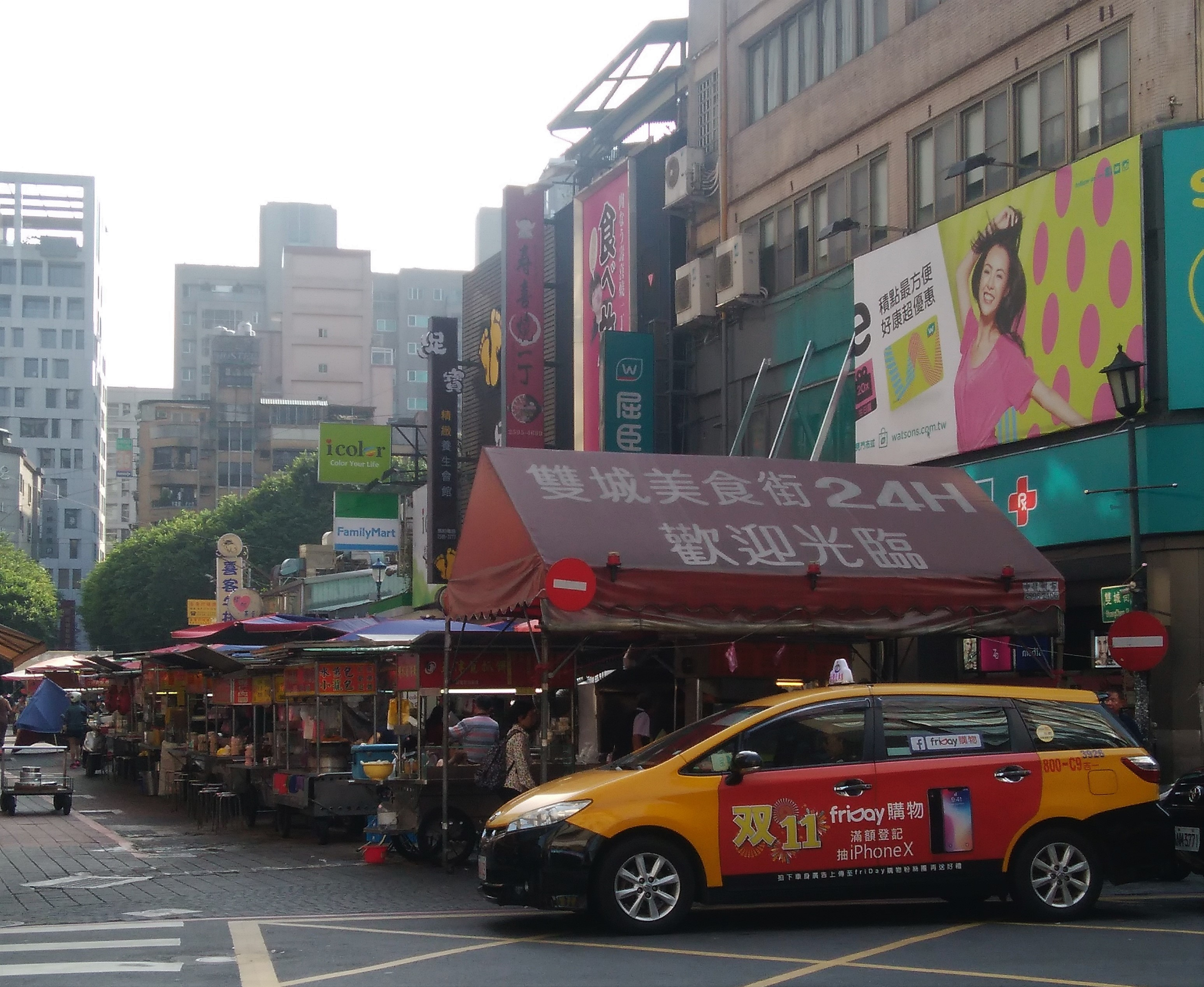
東西に走る農安街より南を向いた図。ここが夜市エリアの北側入口にあたり、ここから南へ雙城街夜市の露店が並ぶ。

雙城街夜市（そうじょうがいよいち、中国語: 雙城街夜市（スワンチョンチエイエスー）、英語:Shuang Cheng Street Night Market）は台湾の台北市にある夜市。雙城美食一條街という、食を前面に押し出した別のネーミングもされている。台北市中山区にある街路、雙城街の10巷、13巷から農安街までのエリアで、車道を占拠して食事の屋台とテーブルを展開している。夜市と言いながらも入口のテントには「24H」と書いてあるように、昼もやっていたりする。観光本やサイトを参照するとだいたい朝8時から16時までを昼の部、24時までを夜の部として紹介しているが、昼どころか明け方5時くらいから開店する屋台もあれば逆に深夜3時以降も営業している屋台もある。また、昼夜で屋台の入れ替えがあり、時間ごとに違った顔をみせるとされるが、中には通しで営業している屋台もある。地元民に人気とされるとともに、外国人の訪問も多いとされる。いつごろからあるのかその起源について、明確ではないが2011年の台北市市場処による資料によれば40年あまりの歴史がある、とのことである。
MRTの民権西路駅または中山国小駅より徒歩で10分ほど。雙城街夜市は食べ物屋台ばかりであるが、晴光市場というショッピング街も接続しているし、通りの歩道側に面してコンビニエンスストアもあるという立地。